# Сенокосное (Крым)
Сеноко́сное  (до 1948 года Бузукко́й, Бозу́к-Кую́; укр. Сінокісне , крымскотат. Bozuq Quyu, Бозукъ Къую) — село в Раздольненском районе Республики Крым, входит в состав Ковыльновского сельского поселения (согласно административно-территориальному делению Украины — Ковыльновского сельского совета Автономной Республики Крым)

## Население
| 2001 | 2014  |
| ---- | ----- |
| 1244 | ↘1058 |

Всеукраинская перепись 2001 года показала следующее распределение по носителям языка
| Язык             | Процент |
| ---------------- | ------- |
| русский          | 70.1    |
| украинский       | 21.95   |
| крымскотатарский | 4.98    |
| другие           | 0.08    |

### Динамика численности
| - 1892 год — 12 чел. - 1900 год — 92 чел. - 1915 год — 12/25 чел. - 1926 год — 48 чел. | - 1989 год — 1044 чел. - 2001 год — 1244 чел. - 2009 год — 1182 чел. - 2014 год — 1058 чел. |

## Современное состояние
На 2016 год в Сенокосном числится 20 улиц; на 2009 год, по данным сельсовета, село занимало площадь 118,6 гектара, на которой в 397 дворах проживало 1182 человека. В селе действуют школа-детский сад, отделение почтовой связи, православный храм преподобного Андрея Критского. Сенокосное связано автобусным сообщением с райцентром и соседними населёнными пунктами.

## География
Сенокосное — село в центре района в степном Крыму, высота центра села над уровнем моря — 35 м. Ближайшие населённые пункты — Ковыльное в 3,5 км на юг, Молочное в 4,5 км на запад и райцентр Раздольное — около 5 километров (по шоссе). Ближайшая железнодорожная станция — Красноперекопск (на линии Джанкой — Армянск) — примерно 47 километров. Транспортное сообщение осуществляется по региональной автодороге 35К-015 Раздольное — Евпатория (по украинской классификации — Т-01-11).

## История
Впервые в доступных источниках поселение встречается в труде профессора А. Н. Козловского 1867 года, согдасно которому вода в колодцах деревни Бузук-Кой была пресная, а их глубина достигала 15—20 саженей (31—42 м). В учётных документах упомянуто только в «…Памятной книжке Таврической губернии на 1892 год», согласно которой в деревне Бузук-Куй, входившей в Аипский участок Биюк-Асской волости Евпаторийского уезда, было 12 жителей в 1 домохозяйстве, все безземельные — видимо, это было некое имение с наёмными работниками.
Земская реформа 1890-х годов в Евпаторийском уезде прошла после 1892 года, в результате Бузуккой приписали к Коджанбакской волости.
По «…Памятной книжке Таврической губернии на 1900 год» в усадьбе Безукуй числилось 15 жителей в 1 дворе. По Статистическому справочнику Таврической губернии. Ч.II-я. Статистический очерк, выпуск пятый Евпаторийский уезд, 1915 год, на хутор Баззукой (В. и К. Саенко) Коджамбакской волости Евпаторийского уезда числился 1 двор с русским населением в количестве 12 человек приписных жителей и 25 — «посторонних».
После установления в Крыму Советской власти, по постановлению Крымревкома от 8 января 1921 года № 206 «Об изменении административных границ» была упразднена волостная система и в составе Евпаторийского уезда был образован Бакальский район, в который включили село, а в 1922 году уезды получили название округов. 11 октября 1923 года, согласно постановлению ВЦИК, в административное деление Крымской АССР были внесены изменения, в результате которых округа были отменены, Бакальский район упразднён и село вошло в состав Евпаторийского района. Согласно Списку населённых пунктов Крымской АССР по Всесоюзной переписи 17 декабря 1926 года, в артели Бузукой (или Яркое Поле), Ак-Шеихского сельсовета Евпаторийского района, числилось 14 дворов, все некрестьянские, население составляло 48 человек, из них 37 русских, 9 украинцев, 1 еврей, 1 эстонец, действовала русская школа. Постановлением ВЦИК РСФСР от 30 октября 1930 года был создан Ишуньский район, уже как национальный (лишённый статуса национального постановлением Оргбюро ЦК КПСС от 20 февраля 1939 года) украинский и село включили в его состав, а после создания в 1935 году Ак-Шеихского района (переименованного в 1944 году в Раздольненский) Бузуккой включили в его состав.
С 25 июня 1946 года Бузуккой в составе Крымской области РСФСР. Указом Президиума Верховного Совета РСФСР от 18 мая 1948 года, Бузуккой переименовали в Сенокосную. 26 апреля 1954 года Крымская область была передана из состава РСФСР в состав УССР. Время включения в Ковыльновский сельсовет пока не установлено: на 15 июня 1960 года село уже числилось в его составе. Указом Президиума Верховного Совета УССР «Об укрупнении сельских районов Крымской области», от 30 декабря 1962 года Раздольненский район был упразднён и село присоединили к Черноморскому. 1 января 1965 года, указом Президиума ВС УССР «О внесении изменений в административное районирование УССР — по Крымской области», вновь включили в состав Раздольненского. По данным переписи 1989 года в селе проживало 1044 человека. С 12 февраля 1991 года село в восстановленной Крымской АССР, 26 февраля 1992 года переименованной в Автономную Республику Крым. С 21 марта 2014 года в составе Крыма аннексировано Россией.